# Finale de la Coupe d'Europe des vainqueurs de coupe 1976-1977
La finale de la Coupe d'Europe des vainqueurs de coupe 1976-1977  est la 17e finale de la Coupe d'Europe des vainqueurs de coupe, organisée par l'UEFA. Ce match de football a lieu le 11 mai 1977 au Stade olympique d'Amsterdam, aux Pays-Bas.
Elle oppose l'équipe allemande de Hambourg aux Belges d'Anderlecht. Le match se termine par une victoire des Hambourgeois sur le score de 2 buts à 0, ce qui constitue leur premier sacre dans la compétition ainsi que leur premier titre européen.
Vainqueur de la finale, Hambourg est à ce titre qualifié pour la Supercoupe d'Europe 1977 contre Liverpool, vainqueur de la finale de la Coupe des clubs champions européens.

## Parcours des finalistes
Note : dans les résultats ci-dessous, le score du finaliste est toujours donné en premier (D : domicile ; E : extérieur).
| Hambourg SV         | Hambourg SV | Hambourg SV | Hambourg SV |                     | RSC Anderlecht | RSC Anderlecht | RSC Anderlecht | RSC Anderlecht |
| ------------------- | ----------- | ----------- | ----------- | ------------------- | -------------- | -------------- | -------------- | -------------- |
| Adversaire          | Total       | Aller       | Retour      |                     | Adversaire     | Total          | Aller          | Retour         |
| ÍBK Keflavík        | 4 - 1       | 3 - 0 (D)   | 1 - 1 (E)   | Seizièmes de finale | Roda JC        | 5 - 3          | 2 - 1 (D)      | 3 - 2 (E)      |
| Heart of Midlothian | 8 - 3       | 4 - 2 (D)   | 4 - 1 (E)   | Huitièmes de finale | Galatasaray SK | 10 - 2         | 5 - 1 (D)      | 5 - 1 (E)      |
| MTK Budapest        | 5 - 2       | 1 - 1 (E)   | 4 - 1 (D)   | Quarts de finale    | Southampton FC | 3 - 2          | 2 - 0 (D)      | 1 - 2 (E)      |
| Atlético Madrid     | 4 - 3       | 1 - 3 (E)   | 3 - 0 (D)   | Demi-finales        | SSC Naples     | 2 - 1          | 0 - 1 (E)      | 2 - 0 (D)      |

## Finale
| 11 mai 1977 | Hambourg SV                          | 2 – 0 | RSC Anderlecht | Stade olympique, Amsterdam                         |                                                    |
| 20h15 CEST  | Volkert (en) 78e (pen.) · Magath 88e |       |                | Spectateurs : 66 000 Arbitrage : Patrick Partridge | Spectateurs : 66 000 Arbitrage : Patrick Partridge |
| 20h15 CEST  | Rapport                              |       |                | Spectateurs : 66 000 Arbitrage : Patrick Partridge | Spectateurs : 66 000 Arbitrage : Patrick Partridge |

|  |  |

| GK           | 1  | Rudi Kargus            |  |          |
| DF           | 2  | Manfred Kaltz          |  |          |
| DF           | 3  | Hans-Jürgen Ripp (en)  |  |          |
| DF           | 4  | Peter Nogly            |  | Remplacé |
| DF           | 5  | Peter Hidien (en)      |  | Remplacé |
| MF           | 6  | Caspar Memering        |  |          |
| MF           | 7  | Felix Magath           |  |          |
| MF           | 8  | Ferdinand Keller       |  |          |
| FW           | 9  | Arno Steffenhagen (en) |  |          |
| FW           | 10 | Willi Reimann          |  |          |
| FW           | 11 | Georg Volkert (en)     |  |          |
| Entraîneur : |    |                        |  |          |
| Kuno Klötzer |    |                        |  |          |

| GK               | 1  | Jan Ruiter            |  |          |
| DF               | 2  | Gilbert van Binst     |  |          |
| DF               | 3  | Erwin Vandendaele     |  |          |
| DF               | 4  | Jean Thissen          |  |          |
| DF               | 5  | Hugo Broos            |  |          |
| MF               | 6  | Jean Dockx            |  | Remplacé |
| MF               | 7  | Ludo Coeck            |  |          |
| MF               | 8  | Arie Haan             |  |          |
| MF               | 9  | François van der Elst |  |          |
| FW               | 10 | Peter Ressel          |  |          |
| FW               | 11 | Rob Rensenbrink       |  |          |
| Remplaçant :     |    |                       |  |          |
| FW               | 14 | Ronny van Poucke      |  | Entré    |
| Entraîneur :     |    |                       |  |          |
| Raymond Goethals |    |                       |  |          |